# Saint-Léger-lès-Authie
 Saint-Léger-lès-Authie  es una población y comuna francesa, en la región de Picardía, departamento de Somme, en el distrito de Amiens y cantón de Acheux-en-Amiénois.

## Demografía
| 91 | 102 | 88 | 82 | 92 | 98 | 90 |
| Para los censos de 1962 a 1999 la población legal corresponde a la población sin duplicidades (Fuente: INSEE [Consultar]) |     |    |    |    |    |    |